# Salvador Fernández Ramírez
Salvador Fernández Ramírez (* 18. Mai 1896 in Madrid; † 9. Februar 1983 ebenda) war ein spanischer Hispanist und Grammatiker.

## Leben und Werk
Fernández Ramírez war in den zwanziger Jahren Lektor für Spanisch an der Universität Hamburg. Von 1932 bis 1936 war er Sekretär des von Ramón Menéndez Pidal geleiteten Centro de Estudios Históricos. Ohne feste Universitätsbindung forschte er bahnbrechend zur spanischen Grammatik, über die er 1951 aufsehenerregend publizierte.
Fernández Ramírez war ab 1959 Mitglied der Real Academia Española, wo er auch lexikografisch arbeitete. Seine nachgelassenen grammatischen Materialien wurden zuerst in Teilen zu einer auf 6 Bände erweiterten Ausgabe seiner Grammatik verwendet und dann zur Gänze als Archivo gramatical de la lengua española ins Netz gestellt.

## Werke
- (mit José Manuel Pabón) Schiller, Barcelona 1951
- Gramática española. Los sonidos, el nombre y el pronombre, Madrid 1951 (43+498 Seiten)
- Gramática española, 2. Auflage, 6 Bde., Madrid 1985–1991
  - 1. Prolegómenos, hrsg. von José Polo, 319 Seiten
  - 2. Los sonidos, hrsg. von José Polo, 135 Seiten
  - 3.1. El nombre, hrsg. von José Polo, 148 Seiten
  - 3.2. El pronombre, hrsg. von José Polo, 407 Seiten
  - 4. El verbo y la oración, hrsg. von  Ignacio Bosque, 543 Seiten
  - 5. Bibliografía. Nómina literaria e índices, hrsg. von Bienvenido Palomo Olmos, 152 Seiten
- La enseñanza de la gramática y de la literatura, hrsg. von José Polo, Madrid 1985, 2009 (zuerst 1941)
- La derivación nominal, hrsg. von Ignacio Bosque, Madrid 1986
- Problemas y ejercicios de gramática, hrsg. von Bienvenido Palomo Olmos, Madrid 1987
- La nueva gramática académica. El camino hacia el Esbozo (1973), hrsg. von José Polo, Madrid 1987
- Archivo gramatical de la lengua española (AGLE), hrsg. von Ignacio Bosque; Maite Rivero; José Antonio Millán, Manuel Leonetti (https://cvc.cervantes.es/lengua/agle/)